# Berskie
Berskie – część wsi Izdebki w Polsce, położona w województwie podkarpackim, w powiecie brzozowskim, w gminie Nozdrzec.
W latach 1975–1998 Berskie administracyjnie należało do województwa krośnieńskiego.
Berskie należy do rzymskokatolickiej parafii pw. Zwiastowania Pańskiego w Izdebkach w dekanacie Brzozów.